# Romano Fogli

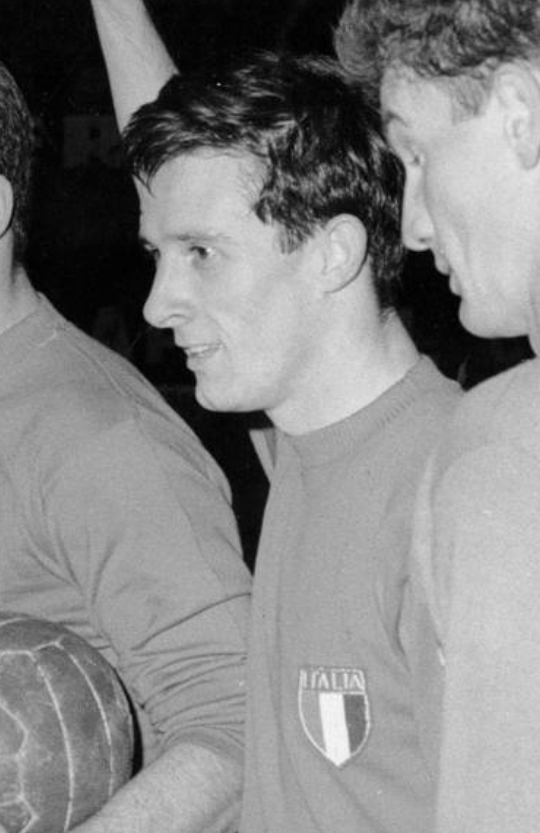
Imagem de Romano Fogli.

Romano Fogli (Santa Maria a Monte, 21 de janeiro de 1938 – 21 de setembro de 2021) foi um futebolista e treinador italiano.

## Carreira

### Como jogador
Ele começou sua carreira no Torino, onde jogou por três anos e na temporada 1957-1958, ele jogou em todos os jogos da liga. 
Ele então se mudou para Bologna e ganhou seu único título do Campeonato Italiano na temporada 1963-1964. Por suas boas performances no time, ele foi convocado para participar da Copa do Mundo de 1966.
Atuou pelo Milan, com o qual conquistou a Taça dos Campeões Europeus e a Copa Intercontinental em 1969. Em 1970, ele se transferiu para o Catania, onde se aposentou em 1974.

### Como treinador
Como treinador, ele teve menos sucesso que como jogador. Seus melhores momentos foram com o Reggiana quando ele conquistou a Serie C1 em 1981.
Depois de algumas experiências fracassadas, ele voltou ao centro das atenções na Serie C1 com o Siena, onde ele conseguiu bons resultados, mas não a promoção a Serie B.

## Morte
Fogli morreu em 21 de setembro de 2021, aos 83 anos de idade.

## Títulos

### Como jogador
Bologna
- Campeonato Italiano de Futebol: 1963-64

Milan
- Liga dos Campeões da UEFA: 1968-69
- Copa Intercontinental: 1969

### Como treinador
Reggiana
- Campeonato Italiano - Serie C1: 1980-1981